# Улусу, Бюлент
Саим Бюле́нт Улу́су (тур. Saim Bülend Ulusu; 7 мая 1923 года, Ускюдар, Стамбул — 23 декабря 2015) — турецкий военный и политик. Премьер-министр в 1980—83 гг.

## Биография
В мае 1940 поступил и в октябре 1941 года окончил Военно-морское училище в Стамбуле. С 1942 года служил в ВМФ Турции, занимал штабные должности ан эсминцах. В 1955 году окончил Военно-морскую академию, после этого служил в различных штабах, дослужившись до командующего 2-й военной флотилии.
В 1964 году ему было присвоено звание коммодора. В этом звании занимал должности начальника оперативного отдела командования ВМС, заместителя командующего минным флотом. В 1967 году ему было присвоено звание контр-адмирала. В этом звании занимал должности командующего военным флотом и начальника управления военно-морских операций. В 1970 году ему было присвоено звание вице-адмирала. В этом звании занимал должности командующего Северным морским районом и начальника штаба Военно-морских сил Турции. С 1974 – адмирал.  В этом звании служил членом Высшего военного совета и заместителем министра национальной обороны. Командующий ВМФ Турции в 1977—1980 годах.
Подал прошение об отставке в августе 1980 года (был в курсе подготовки военного переворота, первоначально планировавшегося на 11 июля 1980 года).
После военного переворота 12 сентября 1980 года был назначен главой страны генералом Кенаном Эвреном на должность премьер-министра. Сформировал правительство, в которое вошли, кроме гражданских специалистов, 7 военных. В программном заявлении правительства объявил о том, что внешняя политика будет основываться на принципах, выработанных Кемалем Ататюрком — «мир в стране, мир во всём мире». основными задачами внутренней политики ставились меры по преодолению экономических трудностей, борьба с терроризмом и стабилизация внутриполитического положения.
На выборах 6 ноября 1983 года был избран независимым депутатом от Стамбула по списку Националистической демократической партии (НДП).
В 1983—1987 гг. — заместитель ректора, член попечительского совета Университета Йедитепе в Стамбуле.
Был женат, имел ребёнка.

## Награды и почётные звания
Медаль «За выдающиеся заслуги», тунисская «Президентская медаль за выдающиеся заслуги», медаль Министерства обороны США «За отличие».